# Rocas (Esgos)
Rocas (llamada oficialmente San Pedro de Rocas) es una parroquia del municipio español de Esgos, en la provincia de Orense, Galicia.

## Organización territorial
La parroquia está formada por ocho entidades de población:

### Entidad de población
Entidad de población que forma parte de la parroquia:
- A Cernada
- Arcos
- Melón de Abaixo
- Melón de Arriba
- Mosteiro de Rocas
- Quinta do Monte

### Despoblados
Despoblados que forman parte de la parroquia:
- Casa Coutada
- San Pedro de Rocas

## Demografía
| Gráfica de evolución demográfica de Rocas entre 2000 y 2022 |
|                                                             |
| Datos según el nomenclátor publicado por el INE.            |